# 克林頓 (緬因州)
克林頓（英語：Clinton）是一個位於美國緬因州肯納貝克縣的市鎮。

## 人口
根據2020年美國人口普查的數據，克林頓的面積為116.01平方千米，當中陸地面積為113.63平方千米，而水域面積為2.38平方千米。當地共有人口3370人，而人口密度為每平方千米29人。